# Głuchowo (powiat szamotulski)
Głuchowo – wieś w Polsce położona w województwie wielkopolskim, w powiecie szamotulskim, w gminie Wronki.

## Historia
Wieś pierwotnie związana była z Wielkopolską i ma metrykę średniowieczną. Istnieje co najmniej od drugiej połowy XIV wieku. Po raz pierwszy odnotowana została w języku łacińskim dokumencie z 1393 pod nazwą "Gluchowo", 1394 "Gluchowo", 1401 "Cluchowo".
Miejscowość była początkowo własnością szlachecką należącą do wielkopolskiej szlachty z rodu Głuchowskich, którzy od nazwy wsi przyjęli odmiejscowe nazwisko, a później także do Jarogniewskich. W 1475 leżała w powiecie poznańskim województwa poznańskiego w Koronie Królestwa Polskiego. W 1508 odnotowana w parafii biezdrowskiej.
W latach 1393-1421 właścicielem we wsi był Andrzej Głuchowski, którego odnotowano w kilku dokumentach sądowych. W 1393 toczył spór z Bodzętą Brodziszewskim o 20 grzywien. W 1397 pozwał Pietruchę Mirkowową o połowę dziedziny Głuchowo. W procesie tym Arkembold twierdził, że dzierżył Głuchowo wcześniej, zanim Andrzej pozwał Pietruchę, czemu ten zaprzeczył. W 1400 Andrzej toczył spór z Arkemboldem ze wsi Orle Wielkie, który zarzucał mu, że wieś najechał przemocą.
W latach 1394-1401 wspomniany został Wincenty Głuchowski, a w latach 1395-1396 jego brat Tomasz Górski z Góry, który od nazwy tej wsi przyjął odmiejscowe nazwisko. W 1396 odnotowano w dokumentach sądowych panią Głuchowską toczącą spór z Sędziwojem Orzelskim. W 1413 natomiast dowodziła przed sądem, że nie kazała wziąć Maciejowi kmieciowi z Orla mienia wartości 4 grzywien.
W latach 1401-1402 Marcin Głuchowski wraz z dwoma braćmi oraz matką toczył spór z Mrokotą oraz Gerwardem z Wróblewa o jezioro Głuchowskie przynależne do Głuchowa. W 1418 Jarosław Jarogniewski zakupił od Dobrogosta z Szamotuł dziedziny Orle Wielkie, Głuchowo i Sieradowo za 1000 grzywien szer. groszy. W 1420 odnotowany został sołtys głuchowski Wyszak.
W latach 1443-1450 właścicielem we wsi był Wojciech Jarogniewski, który w 1443 toczył spór sądowy z Niemierzą z Grodziska Wielkopolskiego dowodząc, że dał dziedzinę Głuchowo w zamian za Konin pod Pniewami uczciwą zamianą, a nie podstępnie. W 1446 Wojciech Jarogniewski jako dziedzic Konina, Orla Wielkiego i Głuchowa toczył spór z sędzią kaliskim Trojanem z Łekna w powiecie kcyńskim. W 1450 Wojciech Jarogniewski był też dziedzicem w Jaromierzu i sprzedał Jakubowi synowi zmarłego Jakuba Sierakowskiego wsie Orle Wielkie, Głuchowo oraz Sieradowo za 1000 grzywien. W 1466 Jakub Sierakowski zapisał swojej żonie Elżbiecie po 200 grzywien posagu oraz wiana na wsiach Orle Wielkie i Głuchowo. W 1467 sprzedał Sędziwojowi z Żydowa wsie Orle Wielkie i Guchowo za 1700 złotych węgierskich.
W latach 1474–1475 Jan Biały ze Sroczkowa w województwie sandomierskim otrzymał od króla polskiego Kazimierza IV Jagiellończyka prawa do dóbr Żydowo, Głuchowo, Orle Wielkie, Przecław oraz części majętności w Nojewie należących do Sędziwoja z Żydowa, który nie dopełnił obowiązku udziału w wyprawie wojennej na Śląsk i Węgry w czasie walki o sukcesję czeską z Maciejem Korwinem. W 1483 po śmierci Jana Białego dobra odziedziczyla jego siostra Anna, która wymieniła z Janem z Oleśnicy w województwie sandomierskim całe części Żydowa, Głuchowa, Orla Wielkiego oraz Przecławia, a także plac w obrębie murów Poznania naprzeciwko kościoła św. Dominika na wsie Ujazdek i Łopatno w powiecie sandomierskim z dopłatą 2200 złotych.
Ze źródeł kościelnych pochodzą informacje z lat 1488-1492 kiedy dla prebendy w katedrze poznańskiej zwanej „Oporowo” pobierano z Głuchowa dziesięcinę snopową oraz z lnu z 4 łanów głuchowskich. Z 1472 zachował się zapis wyroku sądu polubownego pomiędzy Piotrem ze Śmigla, posiadaczem prebendy „Oporowo” w katedrze poznańskiej, a właścicielem wsi Sędziwojem z Żydowa dotyczącym dziesięciny swobodnej ze wsi Orle Wielkie oraz Głuchowo.
W latach 1496-1508 dziedzicem we wsi był wojewoda poznański Andrzej Szamotulski, który w 1496 dał córce Katarzynie połowę miasta Szamotuły wraz z okolicznymi wsiami, a w tym m.in. z Głuchowem, póki nie wypłaci jej przyszłemu mężowi 2000 grzywien posagu. W 1511 Katarzyna córka zmarłego Andrzeja z Szamotuł oraz żona kasztelana poznańskiego oraz starosty generalnego Wielkopolski Łukasza Górki herbu Łodzia dała mężowi połowę miasta Szamotuły wraz z wsiami, w tym m.in. z Głuchowem. W 1512 król polski Zygmunt I Stary zezwolił Łukaszowi Górce, aby zapisał żonie Katarzynie z Szamotuł dożywocie na połowie miasta Szamotuły wraz z przyległymi wsiami, a w tym m.in. na połowie Głuchowa.
Miejscowość odnotowały także historyczne rejestry podatkowe dzięki, którym znamy stosunki własnościowe we wsi. W latach 1488-1492 we wsi były 4 łany. W latach 1469, 1475, 1478 Głuchowo odnotowane zostało w wykazach zaległości podatkowych. W 1508 miał miejsce pobór z części wsi należącej do wojewody poznańskiego Andrzeja Szamotulskiego z 5,5 łana. W 1510 pobrano podatki z 5,5 łana. W 1563 miał miejsce pobór z 8 łanów. W 1577 płatnikiem poboru ze wsi Głuchowo był Jan Smogulecki, który w 1580 zapłacił podatki z 8 łanów oraz od jednego zagrodnika.
Wskutek II rozbioru Polski w 1793, miejscowość przeszła pod władanie Prus i jak cała Wielkopolska znalazła się w zaborze pruskim.
W latach 1975–1998 miejscowość należała administracyjnie do województwa pilskiego.